# Epimelitta rufiventris
Epimelitta rufiventris là một loài bọ cánh cứng trong họ Cerambycidae.